# Купа (съд)
Вижте пояснителната страница за други значения на Купа.
Купата е кухненски прибор, предназначен най-вече за течни ястия като супа. Може да служи и за варен ориз, плодове или салата. В отделни случаи може да има и похлупак. Много прилича на дълбока чиния. Купите имат форма, близка до полусфера. Изработват се от метал, керамика, пластмаса, дърво, стъкло и други материали. Могат да имат и чисто декоративна функция. Големите стъклени купи се наричат фруктиери, защото в тях обикновено се съхраняват плодове. някои купи са плитки, но има и дълбоки купи в зависимост от предназначението им. Купите съществуват от дълбока древност. Намерени са предимно в Древна Гърция и индианските култури. Ако са направени от подходящ материал, могат да служат за подгряане на храна в микровълновата фурна.
Керамичните купи обикновено имат рисунки, а металните и дървените различни инкрустации. използват се широко в китайската и японската кухня.